# 1000 Wege, ins Gras zu beißen
1000 Wege, ins Gras zu beißen ist eine Doku-Soap des US-amerikanischen Fernsehsenders Spike. Die Sendung wird in deutscher Sprache auf DMAX ausgestrahlt. Sie behandelt ungewöhnliche und skurrile Todesfälle sowie die Vorgänge, die zum jeweiligen Todesfall führten. Einige der dargestellten Geschichten wurden für den Darwin-Award nominiert.

## Inhalt
Laut Eigenaussage behandelt 1000 Wege, ins Gras zu beißen reale Ereignisse. Manche Geschichten wurden allerdings dramaturgisch abgeändert, um den Unterhaltungswert der Sendung zu steigern. Pro Folge werden in der Regel bis zu sieben (in der zweiten Staffel bis zu acht) ungewöhnliche Todesfälle behandelt. Hierzu kommen neben nachgestellten Szenen und Computeranimationen auch Experten verschiedenster Fachrichtungen zu Wort, welche die Geschehnisse und deren tödliche Auswirkungen erläutern.
Ein häufig wiederkehrendes Motiv ist, dass das Opfer eine falsche oder meistens auch dumme Entscheidung trifft und diese dann zum „verdienten“ Tod führt. Außerdem werden die Opfer meistens als böse, gierig oder dämlich dargestellt, damit der Zuschauer nicht allzu viel Mitleid empfindet (Umweltverschmutzer stirbt an eigenem Gift; fieser Chef gibt vor, im Rollstuhl zu sitzen, und fällt damit in Aufzugsschacht; unfreundliche Stewardess wird aus dem Flugzeug gesaugt). Begleitet wird die ganze Sendung von einem Kommentator, der mit schwarzem Humor nicht geizt und zuweilen sogar recht zynisch auftritt. Weil oft Gewalt, Blut, vulgäre Sprache, illegale Aktivitäten oder auch sexuelle Handlungen gezeigt werden (wenn auch auf humorvolle Weise), wurde die Serie in den USA für Zuschauer ab 14 Jahren (TV-14) und in Deutschland ab 16 Jahren (FSK 16) freigegeben.
Bis zum Ende der ersten Staffel zeigte die jeweils letzte Geschichte Situationen, die eigentlich zum Tod hätten führen müssen, aber dennoch überlebt wurden. In diesen Überlebensfällen wurden Interviews zusätzlich mit Zeugen oder auch den Betroffenen selbst geführt, ein paar dieser Überlebensfälle wurden auch in Zerstört in Sekunden (ebenfalls auf DMAX) gezeigt.

## Haftungsausschluss
Mit den folgenden ersten Sätzen machen die Schöpfer der Serie auf ihren Haftungsausschluss aufmerksam:

### Folgen 1 und 2
- Original:

„The stories you are about to see are true and based on actual events.“
„Names have been changed to protect the identities of the deceased.“
„WARNING: The deaths portrayed in this show are real and extremely graphic.“
- Deutsch:

„Die hier gezeigten Todesfälle basieren auf Vorfällen, die sich tatsächlich zugetragen haben.“
„Alle Namen wurden verändert, um die Identitäten der Verstorbenen zu schützen.“
„WARNUNG: Die gezeigten Todesfälle in dieser Show sind wahr und extrem schockierend.“

### Folgen 3 bis 12
- Original:

„WARNING: The deaths portrayed in this show are real and extremely graphic.“
„Names have been changed to protect the identities of the deceased.“
„Do not attempt to try ANY of the actions depicted.“
„YOU WILL DIE!“
- Deutsch:

„WARNUNG: Die gezeigten Todesfälle in dieser Show sind wahr und extrem schockierend.“
„Die Namen wurden geändert, um die Identitäten der Verstorbenen zu schützen.“
„Versuchen Sie nicht, auch nur eine der gezeigten Darstellungen nachzuahmen.“
„ES WÄRE IHR SICHERER TOD“

### Ab Folge 13
Original:
„WARNING: The stories portrayed in this show are based on real deaths and are extremely graphic.“
„Names have been changed to protect the identities of the deceased.“
„Do not attempt to try ANY of the actions depicted.“
„YOU WILL DIE!“
Deutsch:
„WARNUNG: Dieses Programm zeigt schockierende Bilder von Todesfällen,
die nicht für alle Zuschauer geeignet sind.“
„Die Namen der Toten wurden geändert“
„Spielen sie nichts aus diesem Programm nach,
ES WÄRE IHR SICHERER TOD“

## Episoden
| Staffel | Folge | Folgentitel                                                | Erstausstrahlung auf Spike (USA) | Erstausstrahlung DMAX (D) |
| ------- | ----- | ---------------------------------------------------------- | -------------------------------- | ------------------------- |
| 1       | 1     | Life will kill you                                         | 14.05.2008                       | 03.09.2009                |
| 1       | 2     | Hard lives, easy deaths                                    | 21.05.2008                       | 10.09.2009                |
| 1       | 3     | Unforced errors                                            | 08.02.2009                       | 17.09.2009                |
| 1       | 4     | Death over easy                                            | 08.02.2009                       | 24.09.2009                |
| 1       | 5     | Dead and deader                                            | 15.02.2009                       | 01.10.2009                |
| 1       | 6     | Death gets busy                                            | 22.02.2009                       | 08.10.2009                |
| 1       | 7     | The lighter side of death                                  | 01.03.2009                       | 15.10.2009                |
| 1       | 8     | The good, the bad and the dead                             | 08.03.2009                       | 22.10.2009                |
| 1       | 9     | Death be not stupid                                        | 15.03.2009                       | 29.10.2009                |
| 1       | 10    | Cure for the common death                                  | 22.03.2009                       | 05.11.2009                |
| 1       | 11    | Death: A user’s manual                                     | 29.03.2009                       | 12.11.2009                |
| 1       | 12    | I see dead people (and they’re cracking me up)             | 05.04.2009                       | 19.11.2009                |
| 2       | 13    | Death on arrival                                           | 06.12.2009                       | 22.10.2011                |
| 2       | 14    | Death bites!                                               | 09.12.2009                       | 22.10.2011                |
| 2       | 15    | Up with death                                              | 16.12.2009                       | 29.10.2011                |
| 2       | 16    | Putting a happy face on death                              | 30.12.2009                       | 29.10.2011                |
| 2       | 17    | Bringing in the dead                                       | 06.01.2010                       | 05.11.2011                |
| 2       | 18    | Greatfully dead                                            | 13.01.2010                       | 05.11.2011                |
| 2       | 19    | Come on, get deathy                                        | 20.01.2010                       | 03.12.2011                |
| 2       | 20    | Death watch                                                | 27.01.2010                       | 26.11.2011                |
| 2       | 21    | Waking up dead                                             | 03.02.2010                       | 28.02.2012                |
| 2       | 22    | You’re dead! LOL!                                          | 10.02.2010                       | 19.11.2011                |
| 2       | 23    | Dead to rights                                             | 17.02.2010                       | 19.11.2011                |
| 2       | 24    | Dead on dead                                               | 24.02.2010                       | 26.11.2011                |
| 3       | 25    | Death on a stick                                           | 03.08.2010                       | 03.09.2011                |
| 3       | 26    | Putting a smiley face on death                             | 14.09.2010                       | 03.09.2011                |
| 3       | 27    | Stupid is as stupid dies                                   | 21.09.2010                       | 10.09.2011                |
| 3       | 28    | Dead wrongs                                                | 28.09.2010                       | 10.09.2011                |
| 3       | 29    | Fatal distractions                                         | 05.10.2010                       | 17.09.2011                |
| 3       | 32    | The end is weird                                           | 19.10.2010                       | 24.09.2011                |
| 3       | 30    | Hurry up and die                                           | 26.10.2010                       | 17.09.2011                |
| 3       | 34    | Death puts on a dunce cap                                  | 02.11.2010                       | 01.10.2011                |
| 3       | 31    | Young, dumb and full of death                              | 09.11.2010                       | 24.09.2011                |
| 3       | 33    | Today’s menu: Deep fried death                             | 08.12.2010                       | 01.10.2011                |
| 3       | 35    | Cure for the common death (2)                              | 15.12.2010                       | 08.10.2011                |
| 3       | 36    | Sudden death                                               | 22.12.2010                       | 08.10.2011                |
| 3       | 37    | Dying to tell the story                                    | 29.12.2010                       | 15.10.2011                |
| 3       | 38    | If you’re dead – Leave a message and we’ll get back to you | 05.01.2011                       | 15.10.2011                |
| 3       | 39    | The one about dumb people dying                            | 08.02.2011                       | 21.01.2012                |
| 3       | 40    | Getting a rise from the dead                               | 16.02.2011                       | 21.01.2012                |
| 3       | 41    | Ready or not, here comes death                             | 23.02.2011                       | 28.01.2012                |
| 3       | 42    | Grave errors                                               | 02.03.2011                       | 28.01.2012                |
| 3       | 43    | Better them than us                                        | 16.03.2011                       | 05.09.2012                |
| 3       | 44    | Killing them softly                                        | 09.03.2011                       | 04.02.2012                |
| 3       | 45    | Dead before they know it                                   | 23.03.2011                       | 04.02.2012                |
| 3       | 46    | Stupid is as death does                                    | 29.03.2011                       | 11.02.2012                |
| 3       | 47    | That’s „Mister Death“ to you                               | 11.07.2011                       | 11.02.2012                |
| 3       | 48    | Death, the new black                                       | 18.07.2011                       | 18.02.2012                |
| 3       | 49    | Death be a lady tonight                                    | 25.07.2011                       | 25.02.2012                |
| 3       | 50    | Today’s special: death                                     | 01.08.2011                       | 18.02.2012                |
| 3       | 51    | Eat, pray, die                                             | 08.08.2011                       | 25.02.2012                |
| 3       | 52    | Wait, don’t tell me – you’re dead!                         | 15.08.2011                       | 03.03.2012                |
| 3       | 55    | Death – The gift that lasts forever                        | 22.08.2011                       | 17.03.2012                |
| 3       | 56    | Death: One size fits all                                   | 29.08.2011                       | 17.03.2012                |
| 3       | 54    | Deadliest kitsch                                           | 24.10.2011                       | 10.03.2012                |
| Special | 66    | Death by request Special                                   | 24.10.2011                       | 03.10.2012                |
| 3       | 57    | Grave desicions: The Halloween Episode                     | 31.10.2011                       | 02.06.2012                |
| 3       | 58    | Dirt nap                                                   | 07.11.2011                       | 22.08.2012                |
| 3       | 63    | Death takes a vacation                                     | 14.11.2011                       | 16.06.2012                |
| 3       | 60    | Wild wild death                                            | 21.11.2011                       | 09.06.2012                |
| 3       | 53    | Death penalties                                            | 25.01.2012                       | 10.03.2012                |
| 3       | 59    | Die-abestic                                                | 01.02.2012                       | 02.06.2012                |
| 3       | 61    | Star death: The last generation                            | 08.02.2012                       | 09.06.2012                |
| 3       | 62    | Death – Putting the „fun“ in „funeral“                     | 22.02.2012                       | 16.06.2012                |
| 3       | 65    | Sor-dead affair                                            | 29.02.2012                       | 23.06.2012                |
| 3       | 64    | Locked and low dead                                        | 29.02.2012                       | 23.06.2012                |
| 4       | 67    | Enter the ferret                                           | 12.03.2012                       | 30.05.2013                |
| 4       | 68    | Think globally, die locally                                | 19.03.2012                       | 06.06.2013                |
| 4       | 69    | Tweets from the dead                                       | 26.03.2012                       | 20.06.2013                |
| 4       | 70    | A new app called death                                     | 02.04.2012                       | 27.06.2013                |
| 4       | 71    | Death certificates                                         | 15.07.2012                       | 04.07.2013                |
| 4       | 72    | Crying over spilled blood                                  | 15.07.2012                       | 11.07.2013                |
| 4       | 73    | It’s a dead, dead, dead                                    | 15.07.2012                       | 04.09.2013                |
| 4       | 74    | Death, the final frontier                                  | 15.07.2012                       | 25.07.2013                |

## Todesarten
| Season | Episode | Clip | Tod Nr. | Todesart                                       | kurze Beschreibung                                                           |
| ------ | ------- | ---- | ------- | ---------------------------------------------- | ---------------------------------------------------------------------------- |
| 1      | 1       | 1    | 218     | Vom Sattelschlepper gerädert                   | Beim Auto-Schrauben vom LKW halbiert                                         |
| 1      | 1       | 2    | 422     | Tod im Bauloch                                 | Im Bauloch von Sand erdrückt                                                 |
| 1      | 1       | 3    | 92      | Die Schlange zieht schneller                   | Schlange beißt Mann in die Brust                                             |
| 1      | 1       | 4    | 832     | Barfuss in den Tod                             | Ampel-Leitung hängt in Pfütze                                                |
| 1      | 1       | 5    | 125     | Tierliebe bis in den Tod                       | Schwarze Witwe tötet Halter                                                  |
| 1      | 1       | 6    | 640     | Schranktrocken in den Sarg                     | Trockner startet während Montage-Arbeiten                                    |
| 1      | 1       | 7    | -       | -                                              | (Unfall mit Sanitäter Mike Staley am Daytona Speedway)                       |
| 1      | 2       | 1    | 293     | Eiskalter Mord                                 | Mafia tötet Typ in Gefrierkammer                                             |
| 1      | 2       | 2    | 713     | Tauchertod im Flieger                          | Taucher fliegen am selben Tag                                                |
| 1      | 2       | 3    | 91      | Vergiftet, vergraben, verzweifelt              | Voodoo-Priester vergiftet Bruder, wird lebendig begraben                     |
| 1      | 2       | 4    | 606     | Dem Tod an die Angel gegangen                  | Bibliothekar baut sich einen Fisch-Anzug und dehydriert                      |
| 1      | 2       | 5    | 112     | Wenn der Geier zweimal hackt / Hol's der Geier | Folter durch Einwickeln in Tierfell                                          |
| 1      | 2       | 6    | -       | -                                              | (Fallschirm von Shayna Richardson öffnet nicht)                              |
| 1      | 3       | 1    | 316     | Mit Feuer und Flamme ins Jenseits              | Raucher im Ganzkörper-Verband zündet sich selbst an                          |
| 1      | 3       | 2    | 818     | Tödlicher Traum                                | Frau stirbt durch andauernde Albträume                                       |
| 1      | 3       | 3    | 97      | Tod auf dem Thron                              | Gefangener stirbt durch Stromschlag auf dem Metall-Klo                       |
| 1      | 3       | 4    | 412     | Bärenfutter                                    | Junkie will Sex mit echtem Bären                                             |
| 1      | 3       | 5    | 625     | Schluckbeschwerden                             | Biker verschluckt sich an weißer Billard-Kugel                               |
| 1      | 3       | 6    | 269     | Finaler Nackenschlag                           | Spanner wird von Fenster erschlagen                                          |
| 1      | 3       | 7    | 133     | Broke-Back Cowboy                              | Film-Cowboy stürzt vom Pferd                                                 |
| 1      | 3       | 8    | -       | -                                              | (Hubschrauber Heckrotor von Benjamin Moore versagt)                          |
| 1      | 4       | 1    | 504     | Todgeschweißt                                  | Typ schließt sich an Schweißgerät an                                         |
| 1      | 4       | 2    | 230     | Der letzte Hausputz                            | Beim Reinigen des Wohnwagenklos entsteht Chlorgas                            |
| 1      | 4       | 3    | 171     | Tod aus heiterem Himmel                        | Pistolenkugel fällt zurück auf die Erde                                      |
| 1      | 4       | 4    | 385     | Falsch getankt                                 | Alkohol-Einlauf tötet Ehemann mit 5,7 Promille                               |
| 1      | 4       | 5    | 197     | Sportlicher Abgang                             | Beim Speer-holen durch das Auge aufgespießt                                  |
| 1      | 4       | 6    | 319     | Züchtiges Ende                                 | Domina tötet Sklaven durch Latex-Allergie                                    |
| 1      | 4       | 7    | 93      | Mein Wille geschehe - sofort!                  | Mann wünscht sich so zu sterben und stirbt an Glück                          |
| 1      | 4       | 8    | -       | -                                              | (Hugh Alexander wird eine Stunde im Wasser vermisst)                         |
| 1      | 5       | 1    | 64      | Tief gefallen                                  | Anwalt springt durch Glasfassade im 40. Stock                                |
| 1      | 5       | 2    | 288     | Restlos kleingekriegt                          | Arbeiter kommt in eine Häcksel-Maschine                                      |
| 1      | 5       | 3    | 226     | Exitus mit Edelgas                             | Pärchen klettert in riesigen Helium-Ball                                     |
| 1      | 5       | 4    | 199     | Sein letzter Stich                             | Allergiker reagiert auf Hornissenstiche                                      |
| 1      | 5       | 5    | 925     | Finale Schluckbeschwerden                      | Schwertschlucker schluckt Regenschirm                                        |
| 1      | 5       | 6    | 674     | Volle Möhre ins Jenseits                       | Scharf geschälte Möhre ritzt Scheidenwand auf                                |
| 1      | 5       | 7    | 743     | Totgeschissen                                  | Sperber scheißt Typ in den Mund                                              |
| 1      | 5       | 8    | -       | -                                              | (Schnellster Motorradunfall mit 320 km/h von Ron Cook)                       |
| 1      | 6       | 1    | 610     | Sauer eingelegt                                | Arbeiter landet im Salzsäurebad                                              |
| 1      | 6       | 2    | 892     | Henkersmahlzeit eines Supermodels              | Magen eines Models zerreißt                                                  |
| 1      | 6       | 3    | 347     | Lüsten bis zum Schluss                         | Explodierender LKW-Reifen tötet Pornosüchtigen                               |
| 1      | 6       | 4    | 652     | Zum Sterben schön                              | Botox-Pfuscher tötet Frau im Pool                                            |
| 1      | 6       | 5    | 498     | Das Leben lustig verpulvert                    | Zwei Idioten ersticken im Kakaopulver                                        |
| 1      | 6       | 6    | 629     | Doktorspiele mit Todesfolge                    | Patient wird durch andauernde Röntgenstrahlung verbrannt                     |
| 1      | 6       | 7    | 200     | Ein letzter Angriff                            | Football-Spieler rammt Spiegel                                               |
| 1      | 6       | 8    | -       | -                                              | (Mike Easley verbrennt fast im Stock Car)                                    |
| 1      | 7       | 1    | 314     | So'n Mist!                                     | Stallknecht wird von Mist erdrückt                                           |
| 1      | 7       | 2    | 622     | Rabiate Rohkost                                | Schnecken-Parasiten verbreiten sich im Gehirn                                |
| 1      | 7       | 3    | 401     | Zauberhaftes Ende                              | Stück vom Zauberstab töten Zauberer mit Platzpatronen                        |
| 1      | 7       | 4    | 429     | Böses Biokraut                                 | Kiffer rauchen Giftsumach                                                    |
| 1      | 7       | 5    | 221     | Schuss und Schluss                             | Herzinfarkt beim Erschießungskommando                                        |
| 1      | 7       | 6    | 510     | Letale Latte                                   | Würstchen zu fest ums Bein geschnallt                                        |
| 1      | 7       | 7    | 364     | Gewollt statt gekonnt                          | Angetrunkener Randale verletzt sich durch Glassplitter                       |
| 1      | 7       | 8    | -       | -                                              | (Sunny Moon überlebt ein Crash mit seinem Speedboat)                         |
| 1      | 8       | 1    | 770     | Letzter Auftritt: Tracy                        | Showgirl schneidet sich mit rostigen Rasierklingen                           |
| 1      | 8       | 2    | 47      | Schlange im Paradies                           | Natter schlängelt sich durch ein Gewehr                                      |
| 1      | 8       | 3    | 301     | Ausgelutscht                                   | Ausbrecherin wird von Blutegeln ausgesaugt                                   |
| 1      | 8       | 4    | 312     | Biotonne wider Willen                          | Dieb gerät in Müllauto mit Müllpresse                                        |
| 1      | 8       | 5    | 963     | Nie wieder Fisch!                              | Frau verschluckt fliegenden Fisch                                            |
| 1      | 8       | 6    | 553     | Ganz schlecht versteckt                        | Typ versteckt Pfefferspray in seinem Hintern                                 |
| 1      | 8       | 7    | 256     | Gefundenes Fressen                             | Sekten-Gläubige wird von Alligator gefressen                                 |
| 1      | 8       | 8    | -       | -                                              | (J. D. Bridges wird in ein Triebwerk gesaugt)                                |
| 1      | 9       | 1    | 502     | Bankräuber gegrillt                            | Biker trinkt Benzin und verbrennt an seiner Kotze                            |
| 1      | 9       | 2    | 1       | Herzschmerz                                    | Japanisches Pärchen stirbt am Orgasmus                                       |
| 1      | 9       | 3    | 518     | Zu lange und zu heiß                           | Arbeiter schläft im Ofen ein                                                 |
| 1      | 9       | 4    | 734     | Wurm contra Wampe                              | Frau versucht mit Bandwurm abzunehmen                                        |
| 1      | 9       | 5    | 499     | Schuss und Schluss                             | Paintballgewehr geht nach hinten los                                         |
| 1      | 9       | 6    | 283     | Spannung bis zum Schluss                       | Elektriker fischt mit Starkstrom                                             |
| 1      | 9       | 7    | 434     | Ein toller Aufhänger                           | Mann lässt sich im Vorgarten an den Baum hängen                              |
| 1      | 10      | 1    | 77      | In die Röhre geguckt                           | Selbst gebasteltes Feuerwerk ins Gesicht bekommen                            |
| 1      | 10      | 2    | 756     | Geld macht nicht glücklich                     | Kranker Mensch isst Metallstücke und Münzen                                  |
| 1      | 10      | 3    | 66      | Eine Zugabe zu viel                            | Stage-Diving aus dem Fenster im 6. Stock                                     |
| 1      | 10      | 4    | 196     | Tödliches Leuchten                             | Arbeiterinnen lecken Pinsel mit Leuchtfarbe ab                               |
| 1      | 10      | 5    | 638     | Nase voll                                      | Teenies ziehen Feuer-Ameisen durch die Nase                                  |
| 1      | 10      | 6    | 710     | Luft raus                                      | Taucherin stirbt in Überdruckkammer, da Arbeiter nicht aufpasst              |
| 1      | 10      | 7    | 909     | Schluss- und Schussplädoyer                    | Anwalt erschießt sich aus Versehen selbst                                    |
| 1      | 10      | 8    | -       | -                                              | (Chris Colwell wird während eines Fallschirmsprungs gelähmt)                 |
| 1      | 11      | 1    | 117     | Wohl bekomm's!                                 | Dicker Mann stirbt durch Bauchschlag an Magengeschwüren                      |
| 1      | 11      | 2    | 417     | Austrainiert                                   | Bodybuilder stirbt an Anabolen Steroiden                                     |
| 1      | 11      | 3    | 78      | Die letzte SMS                                 | Autofahrer mit Handy überfährt Fußgängerin mit Handy                         |
| 1      | 11      | 4    | 210     | Böse angepinkelt                               | Verseuchte Ratte pinkelt Golfer in die Hose                                  |
| 1      | 11      | 5    | 222     | Gut abgehangen                                 | Dieb bleibt Kopf über am Seil hängen                                         |
| 1      | 11      | 6    | 201     | Seine letzte Nummer                            | Riesiger Alligator-Ballon bläst sich im Auto auf                             |
| 1      | 11      | 7    | 192     | Technischer K.o.                               | Lackierer sprüht sich Lack in die Blutbahn                                   |
| 1      | 12      | 1    | 447     | Voll am Arsch                                  | Klippenspringer kommt mit dem Po auf dem Wasser auf                          |
| 1      | 12      | 2    | 302     | Der letzte war der beste                       | Mann stirbt an einem Lachanfall                                              |
| 1      | 12      | 3    | 72      | Tödlich höflich                                | Japaner stirbt bei einer Verbeugung                                          |
| 1      | 12      | 4    | 277     | Totgesagte leben länger - aber nicht ewig      | Todesspritze wirkt nicht, da Arm-Arterie abgeklemmt war                      |
| 1      | 12      | 5    | 85      | Armes Würstchen                                | Dieb erstickt an einem Hot Dog                                               |
| 1      | 12      | 6    | 403     | Hart, aber herzlich                            | Kuhherz mit 110V gefögelt                                                    |
| 1      | 12      | 7    | -       | -                                              | (NBC Nachrichtenhubschrauber Nr.4 mit Andrew Torres stürzt ab)               |
| 1      | 12      | 8    | -       | -                                              | (David Weathers überlebt einen Schlangenbiss dank sofortiger Behandlung)     |
| 2      | 1       | 1    | 948     | Titty Titty Bang Bang                          | Brust-Implantate explodieren im Flugzeug                                     |
| 2      | 1       | 2    | 714     | Abgeschnürt                                    | Seil um den Bauch halbiert Mitarbeiter                                       |
| 2      | 1       | 3    | 590     | Abflug                                         | Zelt wird vom Wind weggeweht                                                 |
| 2      | 1       | 4    | 123     | Ausgetickt                                     | Bombenbauer verwechseln Sommer- und Winterzeit                               |
| 2      | 1       | 5    | 515     | Antiheldentod                                  | Wikinger stirbt durch menschliche Bisswunde                                  |
| 2      | 1       | 6    | 444     | Eine Leiche zum Dessert                        | Lesbische Freundin erstickt an essbarer Unterwäsche                          |
| 2      | 1       | 7    | 913     | Todesstern                                     | Typ wird von Meteorit erschlagen                                             |
| 2      | 1       | 8    | 68      | Ausgeblubbert                                  | zwei Typen essen Mentos mit Cola                                             |
| 2      | 2       | 1    | 451     | Das dicke Ende                                 | Fette Frau wird über Liebhaber ohnmächtig                                    |
| 2      | 2       | 2    | 103     | Der Wind des Todes                             | Trainer stirbt an angezündetem Furz                                          |
| 2      | 2       | 3    | 76      | Vergeigt                                       | Geigerin schützt sich beim Treppensturz nicht                                |
| 2      | 2       | 4    | 505     | Was für ein Rattenfraß!                        | Häftling bleibt stecken und wird von Ratten gefressen                        |
| 2      | 2       | 5    | 105     | Scharfer Zimmerservice                         | Überlastete Sicherung deaktiviert das Beatmungsgerät                         |
| 2      | 2       | 6    | 803     | La Bomba                                       | Explodierende Granate tötet zwei Mafiosi                                     |
| 2      | 2       | 7    | 176     | Bärenhunger                                    | Angeketteter Ökologe wird von Bären gegessen                                 |
| 2      | 2       | 8    | 186     | Der letzte Höhepunkt                           | 9-fache Ladung an Potenzmittel                                               |
| 2      | 3       | 1    | 101     | Peinlich gegrillt                              | Bei Wahrheit oder Pflicht gegen den Elektro-Zaun gepinkelt                   |
| 2      | 3       | 2    | 202     | Durchgegart                                    | Kannibalen essen zwei gestrandete Drogenschmuggler                           |
| 2      | 3       | 3    | 889     | Ordentlich vergeigt                            | Terrorist wird von Agentin mit Gammastrahlen-Pistole getötet                 |
| 2      | 3       | 4    | 224     | Drück mich, Baby!                              | Urwald-Tourist wird von Schlange erwürgt                                     |
| 2      | 3       | 5    | 540     | Bierbombe                                      | Betrunkener legt Bierfass auf's Feuer                                        |
| 2      | 3       | 6    | 321     | Acid-Absturz                                   | Drogensüchtige springt in leeren Pool                                        |
| 2      | 3       | 7    | 568     | Mach mir den Hengst!                           | Sex-süchtige lässt sich von Pferd vögeln                                     |
| 2      | 4       | 1    | 712     | Nassgemacht                                    | Dieb wird in Waschanlage von einer Düse aufgespießt                          |
| 2      | 4       | 2    | 616     | Kein Hahn im Korb                              | Manipulierter Kampfhahn tötet Besitzer                                       |
| 2      | 4       | 3    | 534     | Voll blockiert                                 | Einbrecher bringt geknebeltes Opfer zum kotzen                               |
| 2      | 4       | 4    | 332     | Kleiner Mann - ganz tot                        | Zwergen-Wrestler stirbt beim Einrennen einer Wand                            |
| 2      | 4       | 5    | 254     | Die ultimative Verschwörung                    | Verschwörungs-Theoretiker stirbt an eigener Falle                            |
| 2      | 4       | 6    | 234     | Frosch fatal                                   | Süchtige lecken Pfeilgift-Frosch ab                                          |
| 2      | 4       | 7    | 114     | Vegetarisch sterben                            | Frau stirbt an Blowjob mit Zucchini                                          |
| 2      | 4       | 8    | 195     | Todgelacht                                     | Chemiker stirbt an zu viel Lachgas                                           |
| 2      | 5       | 1    | 258     | Nicht aus dem Fenster lehnen!                  | Betrunkener Autofahrer köpft sich mit Briefkasten                            |
| 2      | 5       | 2    | 146     | Schleierhaftes Schicksal                       | Bauchtänzerin verheddert Schal im Deckenventilator                           |
| 2      | 5       | 3    | 217     | Ladykracher                                    | Boxer-Transe schlägt Vergewaltiger                                           |
| 2      | 5       | 4    | 177     | Kick it like Jasper                            | Verletzter Zeh führt zu Blutvergiftung                                       |
| 2      | 5       | 5    | 657     | Totgekocht                                     | Asthmatiker stirbt an scharfem Gewürz-Geruch                                 |
| 2      | 5       | 6    | 418     | Rutschpartie fatal                             | Wasserrutsche mit Nagel im Brett                                             |
| 2      | 5       | 7    | 412     | Rentner-Rollkommando                           | Toter Rentner überrollt Dieb                                                 |
| 2      | 5       | 8    | 308     | Saubere Lösung                                 | Ehemann fällt auf Messer in Spülmaschine                                     |
| 2      | 6       | 1    | 599     | Falsch eingestöpselt                           | Mann schiebt sich 9 Quecksilber-Thermometer in den Po                        |
| 2      | 6       | 2    | 297     | Spitzen-Landung!                               | Dieb fällt auf seinen Schraubendreher                                        |
| 2      | 6       | 3    | 102     | Richtig austrainiert                           | Bodybuilder fällt Doppel-T-Träger auf die Brust                              |
| 2      | 6       | 4    | 310     | Schlechte Luft                                 | Religiöse Fanatiker bringen im Zelt Kohlen zu glühen                         |
| 2      | 6       | 5    | 463     | Ausgeraucht                                    | Frau klebt sich zu viele Nikotin-Pflaster auf                                |
| 2      | 6       | 6    | 655     | Dümmer geht's nimmer                           | Selbst gemachtes Matratzen-Surfen und Bungee-Jumping                         |
| 2      | 6       | 7    | 204     | Übler Kuhhandel                                | Milch-Dieb wird von Kuh getreten                                             |
| 2      | 6       | 8    | 313     | Bis dass der Tod euch scheidet                 | Schleier der Braut wird vom Hinterrad überrollt                              |
| 2      | 7       | 1    | 485     | M - R - Autsch!                                | Abhängiger mit Stahlplatte wird von MRT angezogen                            |
| 2      | 7       | 2    | 229     | Ein Spitzenende                                | Kakteen-Süchtige werden an Kakteen aufgespießt                               |
| 2      | 7       | 3    | 432     | Kommen und Gehen                               | Frau fällt beim Orgasmus vom Motorrad                                        |
| 2      | 7       | 4    | 150     | Eingesargt                                     | Leichenfahrer hat Sarg nicht befestigt                                       |
| 2      | 7       | 5    | 110     | Von den Kufen gehauen                          | Eishockey-Spieler bekommt Halsschlagader aufgeschnitten                      |
| 2      | 7       | 6    | 162     | Wie am Schnürchen                              | Frau stranguliert sich an extra langer Telefonschnur                         |
| 2      | 7       | 7    | 611     | Verbissen                                      | Soldat bekommt von Waschbär den Penis abgebissen                             |
| 2      | 8       | 1    | 328     | Glanzvoller Abgang                             | Autowasch-Mädchen nutzen Verlängerungskabel                                  |
| 2      | 8       | 2    | 300     | Die Killerfrisur                               | Haarspray der 70er brennt auf der Frau ab                                    |
| 2      | 8       | 3    | 539     | Licht aus!                                     | Drogensüchtiger legt Lava-Lampe in Mikrowelle                                |
| 2      | 8       | 4    | 88      | Großer Katzenjammer                            | Allergiker passt auf Katze auf und fällt auf Kamin                           |
| 2      | 8       | 5    | 457     | Gesund gestorben                               | Frau isst 6 Wochen Kräuter und Gemüse mit Rattengift                         |
| 2      | 8       | 6    | 116     | Fataler Fehlschlag                             | Golf-Caddy überschlägt sich und tötet Pärchen                                |
| 2      | 8       | 7    | 142     | Schlangenfraß!                                 | Königs-Kobra beißt ihren Koch                                                |
| 2      | 8       | 8    | 292     | Dummschädel                                    | Quad-Biker fährt gegen Ast                                                   |
| 2      | 9       | 1    | 113     | Verbissene Meditation                          | Frau liegt mit Otter im Wassertank                                           |
| 2      | 9       | 2    | 322     | Der letzte Heuler                              | Mann verschluckt Mundharmonika                                               |
| 2      | 9       | 3    | 111     | LA sehen und sterben                           | Mann stürzt von Aussichtsplattform                                           |
| 2      | 9       | 4    | 120     | Für immer verstummt                            | Musiker versteckt sich im Klappbett vom Vermieter                            |
| 2      | 9       | 5    | 479     | Präzise eingelocht                             | Dieb versteckt sich in Spielhalle hinter Golfwand                            |
| 2      | 9       | 6    | 333     | Goldene Bürde                                  | Frau stirbt bei Erdbeben unter Geldsäcken                                    |
| 2      | 9       | 7    | 412     | Ab in die Tonne!                               | Mann rutscht beim kacken in den Mülleimer und rollt los                      |
| 2      | 9       | 8    | 983     | Der letzte Knaller                             | Kartoffel aus dem Auspuff trifft Streich-Spieler                             |
| 2      | 10      | 1    | 198     | Die allerletzten Samurai                       | Lanzenreiten mit Autos geht schief                                           |
| 2      | 10      | 2    | 856     | Halbe Portion                                  | Frau wird von Aufzug halbiert                                                |
| 2      | 10      | 3    | 343     | Kippen können killen!                          | Freund schießt Kippen mit Schrotflinte auf Kumpel                            |
| 2      | 10      | 4    | 413     | Durchgeflogen                                  | Pilot bekommt sein Modellflugzeug ab                                         |
| 2      | 10      | 5    | 108     | Ausgepustet                                    | Mann klemmt beim Rückwärtsfahren seinen Auspuff ab                           |
| 2      | 10      | 6    | 22      | Hundeschule - knallhart                        | Beim Gassi gehen gegen den Baum gezogen worden                               |
| 2      | 10      | 7    | 115     | Biker-Stampede                                 | Biker wird in der Bar zertrampelt                                            |
| 2      | 10      | 8    | 586     | Steinhart                                      | Künstler stirbt durch Ohrfeige wegen Knochenbildung                          |
| 2      | 11      | 1    | 118     | Killer-Koffein                                 | Arbeiterin stirbt wegen zu viel Energy-Drinks                                |
| 2      | 11      | 2    | 355     | TV total                                       | Mann rammt mit Kopf durch Fernseher                                          |
| 2      | 11      | 3    | 98      | Ausgeschnüffelt                                | Lösungsmittel-Schnüffler setzt sich selbst in Brand                          |
| 2      | 11      | 4    | 157     | Gut durch                                      | Defekter Thermostat bringt Whirlpool zum kochen                              |
| 2      | 11      | 5    | 281     | Samurai für Doofe                              | zwei Kids spielen mit echten Samurai-Schwertern                              |
| 2      | 11      | 6    | 236     | Sternhageltot                                  | Grimmiger Mann bekommt ein 1 kg Hagelkorn ab                                 |
| 2      | 11      | 7    | 214     | Panzerknacker-Pech                             | Dieb fällt mit Safe die Treppe herunter                                      |
| 2      | 12      | 1    | 662     | Kein Anschluss unter dieser Nummer             | Akupunktierte fällt vom Tisch                                                |
| 2      | 12      | 2    | 521     | Plattgesoffen                                  | Arbeiter wird von eigener Straßenwalze überrollt                             |
| 2      | 12      | 3    | 559     | Frust und Frost                                | Ehemann erfriert im Gepäckfach eines Düsenflugzeugs                          |
| 2      | 12      | 4    | 140     | Niedergemäht                                   | Frau fährt mit Rasenmäher über ein Drehstromkabel                            |
| 2      | 12      | 5    | 311     | Verzockt und verschrottet                      | Falschspieler wird von Schrottpresse zerquetscht                             |
| 2      | 12      | 6    | 168     | Bankerrettung - nein, danke!                   | Bankier erschießt sich mit Stift-Pistole                                     |
| 2      | 12      | 7    | 817     | Kugeln vor Lachen                              | Zwei Freunde gehen zusammen in einen Zorb-Ball                               |
| 2      | 12      | 8    | 442     | Auf ein letztes Bier                           | Schlafwandler steigt aus fahrendem Wohnmobil                                 |
| 3      | 1       | 1    | 354     | Böses Blut-Bad                                 | Spanner durchbohrt Zimmer-Decke                                              |
| 3      | 1       | 2    | 418     | Rutschpartie fatal                             | Wasserrutsche mit Nagel im Brett                                             |
| 3      | 1       | 3    | 337     | Böse Mine, böses Spiel                         | Landmine unter Hütte explodiert                                              |
| 3      | 1       | 4    | 261     | Schaum vorm Mund                               | Altenpfleger isst Gebissreiniger                                             |
| 3      | 1       | 5    | 378     | Friss den Vogel und stirb!                     | Taube in den Mund geflogen                                                   |
| 3      | 1       | 6    | 919     | Gespaltene Persönlichkeit                      | Folterung durch den spanischen Bock                                          |
| 3      | 1       | 7    | 87      | Take Death                                     | Boyband-Sänger macht Stage-Dive ohne Publikum                                |
| 3      | 2       | 1    | 400     | Krass fetter Abgang                            | Fett-Absaugung mit Industrie-Staubsauger                                     |
| 3      | 2       | 2    | 608     | Fisch im Rohr                                  | Fisch im Penis, dann von Piranhas gefressen                                  |
| 3      | 2       | 3    | 278     | Vom Winde verweht                              | Arzt wird von explodierendem Pups verbrannt                                  |
| 3      | 2       | 4    | 869     | Blutadler                                      | Wikinger-Folter: Lunge nach hinten rausziehen                                |
| 3      | 2       | 5    | 617     | Ein todsicherer Job                            | 3 Mafiosi haben Schwefelsäure getrunken                                      |
| 3      | 2       | 6    | 55      | Abgeblitzt                                     | Metall-Bra zieht Blitz an                                                    |
| 3      | 2       | 7    | 303     | Plattgemacht                                   | Bei Waschbär-Wiederbelebung den Kopf abfahren                                |
| 3      | 3       | 1    | 444     | Klappe zu, Junkie tot                          | Kaugummi in roten Phosphor getaucht, Kiefer explodiert                       |
| 3      | 3       | 2    | 412     | Haariges Ende                                  | Künstlerin isst Ihre Haare und verstopft Magen                               |
| 3      | 3       | 3    | 620     | Komplett versumpft                             | Beim Schlamm-Wrestling im Einsturz-Trichter ertrunken                        |
| 3      | 3       | 4    | 223     | Abgehakt                                       | Am eigenen Fleischerhaken verschluckt                                        |
| 3      | 3       | 5    | 672     | Letzte Latte                                   | Spinnengift erzeugt Dauer-Erektion, Opfer vergiftet                          |
| 3      | 3       | 6    | 299     | Fan on the Rocks                               | Blau angemalter Football-Fan erfriert halb nackt                             |
| 3      | 3       | 7    | 517     | Bitte mit Zunge!                               | Zungen-Tatoos verhaken sich beim Autofahren                                  |
| 3      | 4       | 1    | 179     | Geplättet                                      | Cheerleader wird von Football-Team überrannt                                 |
| 3      | 4       | 2    | 124     | Asche zu Asche, Staub zu Staub                 | Bibel-Verkäufer explodieren im Getreide-Silo                                 |
| 3      | 4       | 3    | 779     | Aaliminiert                                    | Sushi-Chef bekommt Aal in den Hintern                                        |
| 3      | 4       | 4    | 207     | Verglüht                                       | Dealer spritzt sich Leuchtstoff in den Arm                                   |
| 3      | 4       | 5    | 557     | Frisch getrennt                                | Frau wird von Beton-Sägeblatt halbiert                                       |
| 3      | 4       | 6    | 146     | Sex und Hopp                                   | Porno-Süchtiger isst und trinkt nichts mehr                                  |
| 3      | 4       | 7    | 156     | Weggeballert                                   | Schul-Bully bekommt Lacrosse-Ball an die Brust                               |
| 3      | 5       | 1    | 507     | Reine Kopfsache                                | Opium-Wächter schneidet sich mit Stacheldraht den Kopf ab                    |
| 3      | 5       | 2    | 243     | Ausgekifft                                     | Selbst gemachter Ton-Ofen explodiert                                         |
| 3      | 5       | 3    | 159     | Toten Appetit!                                 | All-you-can-eat verstopft die Herzkammern                                    |
| 3      | 5       | 4    | 239     | Be my Baby tonight                             | Erwachsener wird von selbstgemachtem Babybett geköpft                        |
| 3      | 5       | 5    | 929     | Panzerknacker                                  | Adler lässt Schildkröte auf Kopf fallen                                      |
| 3      | 5       | 6    | 282     | Drecksfraß                                     | Frau isst Erde, die selbst gedüngt wurde                                     |
| 3      | 5       | 7    | 342     | End-weibt                                      | Elektro-Schocker mit Vibrator verwechselt                                    |
| 3      | 6       | 1    | 957     | Niemals nüchtern                               | Betrunkener Organspender wird fälschlicherweise für tot erklärt              |
| 3      | 6       | 2    | 523     | Kehraus                                        | Hobby-Auto-Schrauber wird von Straßenkehrmaschine erwischt                   |
| 3      | 6       | 3    | 132     | Ausgegipst                                     | Hinterwäldler macht seinen eigenen Gips                                      |
| 3      | 6       | 4    | 412     | Heißgetrocknet                                 | Gasleitung des Wäschetrockners beim Lesben-Sex gelockert                     |
| 3      | 6       | 5    | 597     | Wrestling für Doofe                            | Wrestling mit Leuchtstoffröhren und Rasentrimmer                             |
| 3      | 6       | 6    | 284     | Heißer Stuhl                                   | Wasser-Heizung im Dung-Tank steht unter Strom                                |
| 3      | 6       | 7    | 330     | Naturdüfte                                     | Kot-Schnüffeln im Plastik-Klo                                                |
| 3      | 7       | 1    | 723     | Teilchen-Genie                                 | Selbstgebastelter Killer-Roboter wird selbstständig                          |
| 3      | 7       | 2    | 121     | Prinz Albert                                   | Stromschlag beim Sex durch ungeerdete Trafo-Station                          |
| 3      | 7       | 3    | 14      | Houdinis Blinddarm                             | Zauberer überlegt Bauchschlag nicht                                          |
| 3      | 7       | 4    | 323     | Komplett dicht!                                | Frau wird erregt durch Erbrechen                                             |
| 3      | 7       | 5    | 506     | Finale Selbstreflexion.                        | Auto-Blender wird durch Hydrant erschlagen                                   |
| 3      | 7       | 6    | 284     | Korb vom Schicksal.                            | Basketball-Spieler erhängt sich mit Goldkette                                |
| 3      | 7       | 7    | 873     | Gründlich abgesaugt                            | Filmstar wird von Whirlpool-Pumpe an- und ausgesaugt                         |
| 3      | 8       | 1    | 396     | Feuer & Flamme für den Job                     | Teleshopping-Verkäufer stirbt durch brennende Kleidung                       |
| 3      | 8       | 2    | 203     | Nase voll                                      | Beim Koksen das Platin-Röhrchen in den Schädel gerammt                       |
| 3      | 8       | 3    | 104     | Spannungsgeladene Predigt                      | Verstärker ohne Erdung erzeugt Stromschlag im Taufbecken                     |
| 3      | 8       | 4    | 742     | Spannerhammerhart                              | Hausmeister bekommt Hammerwerfer-Kugel an den Kopf                           |
| 3      | 8       | 5    | 478     | Gelandet in der Ewigkeit                       | Skateboarder wird im Blitz-Zement ohnmächtig                                 |
| 3      | 8       | 6    | 47      | Sumosaftsack                                   | Motivations-Trainer im Sumo-Kostüm wird vom Auto überfahren                  |
| 3      | 8       | 7    | 345     | Ausgekräutert                                  | Survival-Laie isst drei Giftpflanzen auf einmal                              |
| 3      | 9       | 1    | 129     | Das war Spitze!                                | Von einem Rasen-Pfeil selbst getroffen                                       |
| 3      | 9       | 2    | 438     | Vollkommen sprachlos                           | In den Gulli gefallen und Genick gebrochen                                   |
| 3      | 9       | 3    | 119     | Sanft abgewürgt                                | Würgeschlange verstopft Abgasrohr der Heizung                                |
| 3      | 9       | 4    | 673     | Gründlich entsaftet                            | Entsafter-Raspelscheibe in Halsschlagader bekommen                           |
| 3      | 9       | 5    | 145     | Übel angearscht                                | Typhus-Mary vergiftet 53 Menschen                                            |
| 3      | 9       | 6    | 802     | Ordentlich das Maul gestopft                   | An Marshmallows erstickt beim Chubby-Bunny-Spiel                             |
| 3      | 9       | 7    | 259     | Gefeuert!                                      | Benzin in der Toiletten-Schüssel explodiert beim Rauchen                     |
| 3      | 10      | 1    | 959     | Gründlich das Maul gestopft                    | Lebendiger Oktopus saugt sich im Hals fest                                   |
| 3      | 10      | 2    | 268     | Ausgereizt                                     | Dauerhaft erregte Frau stößt Freund beim Orgasmus von der Treppe             |
| 3      | 10      | 3    | 61      | Kugel im Pelz                                  | Jäger trägt Tierfell und wird deshalb erschossen                             |
| 3      | 10      | 4    | 398     | Vuvuweg                                        | Vuvuzela erzeugt durch Blutdruck Gehirnblutung                               |
| 3      | 10      | 5    | 930     | Letzte Ölung                                   | Frau spritzt sich Mais-Öl als Botox-Ersatz                                   |
| 3      | 10      | 6    | 220     | Abgestochen                                    | Mann wird von Raub-Wanze gestochen und infiziert                             |
| 3      | 10      | 7    | 503     | Plattgemacht                                   | Pärchen versteckt sich in einem Gebäude, das gesprengt wird                  |
| 3      | 11      | 1    | 414     | Hydraulisiert                                  | Tuner wird unter Low-Rider-Auto zermalmt                                     |
| 3      | 11      | 2    | 188     | Bruce Lee für Arme                             | Schädel-Hirn-Trauma durch ständige Kopfstöße                                 |
| 3      | 11      | 3    | 158     | Zwerghirn auf zu großem Fuß                    | BigFoot-Imitator wird von Betäubungspfeil erschossen                         |
| 3      | 11      | 4    | 304     | Russisches Roulette - radioaktiv               | Spion wird mit Polonium-210 vergiftet                                        |
| 3      | 11      | 5    | 389     | Disquallifiziert                               | Frau wird von Qualle im Mund getötet                                         |
| 3      | 11      | 6    | 276     | Verkackt                                       | Jockey hungert sich mit Abführmittel zu Tode                                 |
| 3      | 11      | 7    | 122     | Letale Luftnummer                              | Adult-Clown erstickt an Luftballon                                           |
| 3      | 12      | 1    | 435     | Eingesargt                                     | Lead-Sänger erstickt im Sarg mit Trockeneis                                  |
| 3      | 12      | 2    | 194     | Pokerface                                      | Gefangener baut Bombe aus Spielkarten                                        |
| 3      | 12      | 3    | 415     | Matratzensport-Unfall                          | Doppelbett kracht beim Sex auf unteren Typ                                   |
| 3      | 12      | 4    | 578     | Killerkorsett                                  | Tänzer schnürt sich ein Korsett zu eng                                       |
| 3      | 12      | 5    | 692     | Fastfood-Opfer                                 | Atombombenbauer sterben an Strahlenvergiftung                                |
| 3      | 12      | 6    | 63      | Falscher Fahrstuhl                             | Seilzug reißt, während ein Arbeiter sich hochziehen lässt                    |
| 3      | 12      | 7    | 888     | Zusammengestaucht                              | Folterung durch Scavenger's Daughter ausgequetscht                           |
| 3      | 13      | 1    | 794     | Afrika für Angeber                             | Safari-Tourist wird von Wander-Ameisen gefressen                             |
| 3      | 13      | 2    | 645     | Armer Amisch                                   | Amisch stirbt wegen Alkohol-Intoleranz                                       |
| 3      | 13      | 3    | 416     | Abgefahren                                     | Typ wird vom eigenen Auto mit ferngesteuertem Anlasser überfahren            |
| 3      | 13      | 4    | 212     | Voll eingeparkt                                | Typ wird beim Ausparken vom eigenen Surfbrett geköpft                        |
| 3      | 13      | 5    | 169     | Schachmatt                                     | Sowjetischer Schachmeister stirbt durch Stromschlag beim Schachcomputer      |
| 3      | 13      | 6    | 315     | Motorcrash                                     | Automechaniker wird von Motorblock erschlagen                                |
| 3      | 13      | 7    | 452     | Schnaps, das war ihr letztes Wort              | Pärchen stirbt durch selbstgebrannten Schnaps                                |
| 3      | 14      | 1    | 501     | Hut ab!                                        | Hutmacher mit Quecksilberdampf                                               |
| 3      | 14      | 2    | 937     | Hertz-Schmerz                                  | Niederfrequente Schallwellen                                                 |
| 3      | 14      | 3    | 877     | Abgedichtet                                    | Po-Vergrößerung mit Fugendichter                                             |
| 3      | 14      | 4    | 130     | Tödlich verklemmt                              | Beim Auto klauen eingeklemmt                                                 |
| 3      | 14      | 5    | 448     | Böser Bube, böses Ende                         | Gang-Mitglied wird von Leiche erschlagen                                     |
| 3      | 14      | 6    | 320     | Abgedrückt                                     | Trick-Betrüger wird vom Auto zerquetscht                                     |
| 3      | 14      | 7    | 172     | Voll auf die Zwölf                             | Platzpatronen gegen die eigene Stirn geschossen                              |
| 3      | 15      | 1    | 331     | Feuchter (Alp)Traum                            | Im Wasserbett ertrunken                                                      |
| 3      | 15      | 2    | 755     | Spitze(n)landung                               | Gymnastikerin wird aufgespießt                                               |
| 3      | 15      | 3    | 365     | Feuer frei                                     | Raketenspitze in der Leiche                                                  |
| 3      | 15      | 4    | 513     | Koks und Kerosin                               | Flüssiges Kokain getrunken                                                   |
| 3      | 15      | 5    | 701     | Abflug                                         | Stewardess wird rausgesaugt                                                  |
| 3      | 15      | 6    | 274     | Eichhörnchen-Sushi                             | Tierpräparator mit Tollwut                                                   |
| 3      | 15      | 7    | 870     | Der Killerkürbis                               | Kürbis-Dieb mit Kürbis-Kanone erwischt                                       |
| 3      | 16      | 1    | 298     | Spitzen-Leistung                               | Sign-Spinner schneidet sich am Hals mit einem Schild                         |
| 3      | 16      | 2    | 512     | Garaus                                         | Sous-Chefin versteckt sich in Spülmaschine                                   |
| 3      | 16      | 3    | 209     | Das letzte Green                               | Friedhofswächter kaut auf vergifteten Golf-Tees rum                          |
| 3      | 16      | 4    | 206     | Heimatschützer                                 | Kautabak-Süchtiger beißt sich auf die Zunge, die anschwillt                  |
| 3      | 16      | 5    | 178     | Return to Sender                               | Mafiosi stirbt durch Kreuzfeuer von Windschutzscheibe                        |
| 3      | 16      | 6    | 555     | Abgehängt                                      | Industrie-Spion tötet Kollege am Ventilator                                  |
| 3      | 16      | 7    | 441     | Dr. Schlangenstein                             | Wissenschaftler versucht Reanimation an Klapperschlange                      |
| 3      | 17      | 1    | 231     | Dead in Japan                                  | Taucherflasche war mit Kohlenmonoxid gefüllt                                 |
| 3      | 17      | 2    | 246     | Volles Rohr                                    | Parcours-Springer spießt sich auf                                            |
| 3      | 17      | 3    | 149     | Voll vergurkt                                  | Altenpfleger langt an Essiggurke unter Spannung                              |
| 3      | 17      | 4    | 671     | Zur Brust genommen                             | Stripperin mit großen Brüsten erstickt an ihnen                              |
| 3      | 17      | 5    | 677     | Der letzte Strike                              | Baseball-Spieler leidet an Zwerchfellbruch                                   |
| 3      | 17      | 6    | 412     | Fatal verrutscht                               | Killer fällt durch Wäscheschacht                                             |
| 3      | 17      | 7    | 428     | Braver Hund                                    | Hund apportiert eine Dynamitstange                                           |
| 3      | 18      | 1    | 876     | Heißes Eisen                                   | Friseur wird über Lockenstab ohnmächtig                                      |
| 3      | 18      | 2    | 281     | Gekocht in New Orleans                         | zwei Diebinnen bekommen im Kirchenkeller einen Stromschlag                   |
| 3      | 18      | 3    | 151     | Rohrkrepierer                                  | zwei Diebe versuchen Rohrpost abzufangen                                     |
| 3      | 18      | 4    | 753     | Gequacksalbert                                 | Geistheiler infiziert sich mit Lepra                                         |
| 3      | 18      | 5    | 594     | Wetten, du bist tot?!                          | Geldeintreiber klemmt sich an Arbeitsbühne den Kopf ab                       |
| 3      | 18      | 6    | 405     | Verdampft                                      | Assistentin verätzt sich mit Natrium-Azid-Gas                                |
| 3      | 18      | 7    | 327     | Bei Anruf: Tod                                 | Kinobesucherin explodiert ihr Handy am Ohr                                   |
| 3      | 19      | 1    | 894     | Zufallstreffer!                                | Betrüger bekommt Kleiderhaken durch Auge ins Hirn                            |
| 3      | 19      | 2    | 270     | Vorsicht, rutschig!                            | Schülerin rutscht aus und bricht sich das Genick                             |
| 3      | 19      | 3    | 427     | Familiengrab                                   | Grabstein fällt auf Grabräuber-Bruder                                        |
| 3      | 19      | 4    | 465     | Guns N' Noses                                  | Warlord zieht sich Diamantstaub durch die Nase                               |
| 3      | 19      | 5    | 95      | Sex mit Turbulenzen                            | Pärchen stirbt bei Turbulenzen auf dem Flugzeugklo                           |
| 3      | 19      | 6    | 180     | Teurer Sprit                                   | Staubsauger explodiert beim Absaugen von Benzin                              |
| 3      | 19      | 7    | 744     | Spät, aber gerecht                             | Ehemaliger SS-Offizier stirbt an einer alten Kugel                           |
| 3      | 20      | 1    | 317     | Böse angekokelt                                | Mitbewohnerin klaut Salbe und stirbt an Sonnenbank                           |
| 3      | 20      | 2    | 127     | Blutige Anfängerin                             | Überläuferin bekommt Querschläger aus Kalaschnikov ab                        |
| 3      | 20      | 3    | 264     | Ziellandung                                    | Hilfslieferung mit defektem Fallschirm tötet zwei Diebe                      |
| 3      | 20      | 4    | 458     | Kalt gemacht                                   | Drogentest-Betrüger spritzt sich kaltes Fremd-Blut                           |
| 3      | 20      | 5    | 678     | Müllmafia                                      | Ex-Sträfling wird von Müllcontainer zerquetscht                              |
| 3      | 20      | 6    | 402     | Wenn das Beil fällt                            | Beim Tod durch Guillotine lebt der Kopf weiter                               |
| 3      | 20      | 7    | 247     | Weihnachtlicher Todes-Fall                     | Weihnachtsmann wird von Eiszapfen erschlagen                                 |
| 3      | 21      | 1    | 219     | Der heiße Stuhl                                | Typ probiert Schleudersitz in der Wohnung aus                                |
| 3      | 21      | 2    | 623     | Das böse Auge                                  | Fetischist verschluckt ein Glasauge                                          |
| 3      | 21      | 3    | 255     | Blödes Spiel                                   | Vier Betrunkene kleben sich Flaschen an die Hände                            |
| 3      | 21      | 4    | 621     | Gründlich blau gemacht                         | Spion isst Zyankali-Kapseln, weil er sein Buch vergessen hat                 |
| 3      | 21      | 5    | 126     | Game Over                                      | Online-Spieler stirbt nach 60 Stunden sitzen                                 |
| 3      | 21      | 6    | 305     | Gründlich vermöbelt                            | Möbelpacker wird von Schrank erschlagen                                      |
| 3      | 21      | 7    | 193     | Kunstvoller Abgang                             | Künstler schlägt vor Wut auf eine Sprengbombe                                |
| 3      | 22      | 1    | 274     | Schuss aus dem Ofen                            | Pistole im Backofen geht los                                                 |
| 3      | 22      | 2    | 592     | Schmutziger Tod                                | Glassplitter in der Achsel-Arterie                                           |
| 3      | 22      | 3    | 646     | Totgefuttert                                   | Ausgehungerter Knast-Ausbrecher isst zu viel                                 |
| 3      | 22      | 4    | 174     | Bissige Rache                                  | Kampfhund wacht beim Klau-Versuch wieder auf                                 |
| 3      | 22      | 5    | 213     | Unter Stechern                                 | Japanische Riesen-Hornissen kommen aus Steckdose                             |
| 3      | 22      | 6    | 439     | Tödliche Kettenreaktion                        | Gefangenen-Arbeiter bleiben bei Flucht an Auto-Kupplung hängen               |
| 3      | 22      | 7    | 715     | Reine Kopfsache!                               | Bankräuber-Hals-Bombe explodiert durch Zentralverriegelung                   |
| 3      | 23      | 1    | 615     | Macdeath                                       | Schauspieler wird von gerissenem Drahtseil aufgeschlitzt                     |
| 3      | 23      | 2    | 368     | Bewölkt bis tödlich                            | Wetterexperiment erschlägt Zuhälter mit Betonhagel                           |
| 3      | 23      | 3    | 895     | Ärztepfusch                                    | Bandenmitglied schlägt Arzt K.O. und lässt Mitglied platzen                  |
| 3      | 23      | 4    | 205     | Abgefackelt                                    | Pyromane zündet sich an und erleidet Schock durch Abkühlung                  |
| 3      | 23      | 5    | 245     | Eiskalt abserviert                             | FCKW-Gas flutet Eiswagen und Fahrer wird ohnmächtig                          |
| 3      | 23      | 6    | 404     | Deppenduell                                    | Schauspieler füllt zu viel Schießpulver in eine alte Pistole                 |
| 3      | 23      | 7    | 591     | Blinde Leidenschaft                            | Camper erblindet im Zelt und wird vom Bären gefressen                        |
| 3      | 24      | 1    | 147     | Todestanz                                      | Diskotänzer mit Plateau-Schuhen schlitzt sich mit Halskette auf              |
| 3      | 24      | 2    | 325     | Schwitzen und Stinken                          | Studentin stirbt beim Sauna-Wettkampf an Dehydration                         |
| 3      | 24      | 3    | 237     | Vom Himmel hoch                                | Voyeur wird von Stahlstange aufgespießt                                      |
| 3      | 24      | 4    | 309     | Tod im Gummiboot                               | Angeber pumpt Schlauchboot mit Reifendichtmasse auf                          |
| 3      | 24      | 5    | 213     | Abgeraucht                                     | Drogenanbauer isst Grashüpfer, auf die er allergisch ist                     |
| 3      | 24      | 6    | 497     | Der perfekte Treffer                           | Football-Trainer stirbt durch Tritt in die Weichteile                        |
| 3      | 24      | 7    | 306     | Frauenpower!                                   | Bühne bricht und drei Full-Size-Model stürzen auf Zuschauer                  |
| 3      | 25      | 1    | 804     | Arschbombe                                     | Verbrecher versucht Handgranate im Po in den Knast zu schmuggeln             |
| 3      | 25      | 2    | 65      | Freiflug                                       | Frau schleudert sich mit verstecktem Airbag von der Anhöhe                   |
| 3      | 25      | 3    | 329     | Olympiareif                                    | Turmspringer springt auf einen Chlor-Dispenser                               |
| 3      | 25      | 4    | 328     | Todfit                                         | Typ stürzt auf dem Laufband und bleibt mit dem Pullover hängen               |
| 3      | 25      | 5    | 86      | Wenn der Busch brennt                          | Diebe verstecken sich in einem Milchbusch und werden erschossen              |
| 3      | 25      | 6    | 173     | Blitzschnell erledigt                          | Stripperin mit epileptischem Anfall erstickt an ihrer Zunge                  |
| 3      | 25      | 7    | 318     | Horror-Halloween                               | Typ, der mit Luftschlangen verziert ist, zündet sich an                      |
| 3      | 26      | 1    | 406     | Probetag mit Todesfolge                        | Schweißerin sichert Flaschen nicht und ihr Auto explodiert                   |
| 3      | 26      | 2    | 450     | Wer betrügt, der rostet                        | Frau mit Keuschheitsgürtel bekommt Tetanus wegen Rost                        |
| 3      | 26      | 3    | 412     | Abgebrühtes Bürschchen                         | Typ wird in der Sauna von 180° heißem Dampf angestrahlt                      |
| 3      | 26      | 4    | 326     | Das Schwiegermonster                           | Schwiegermutter wird von Gefrierschrank erschlagen                           |
| 3      | 26      | 5    | 618     | Unters Messer gelegt                           | Frau wird von Rasenmäher überfahren und zerhäckselt                          |
| 3      | 26      | 6    | 73      | Fallobst                                       | Allergischer Schütze fällt vom Baum und bricht sich den Hals                 |
| 3      | 26      | 7    | 440     | Spitzen-Wahlkampf                              | Politikerin wird ohnmächtig und spießt sich mit Muskete auf                  |
| 3      | 27      | 1    | 500     | Friedrich hat fertig                           | Steinigung im Mittelalter wegen nicht blutendem Muttermal                    |
| 3      | 27      | 2    | 449     | Zu viel Druck                                  | Porzellansplitter vom Klo dringt in Po ein                                   |
| 3      | 27      | 3    | 189     | Polyester-Tester                               | Kohlenläufer fällt hin und verbrennt im Anzug                                |
| 3      | 27      | 4    | 79      | Abstieg eines Hundehassers                     | Mann fällt von Leiter und schlägt mit dem Hinterkopf auf                     |
| 3      | 27      | 5    | 487     | Zu Tode gebolzt                                | Verbrecher setzt sich selbst ein Bolzenschussgerät an                        |
| 3      | 27      | 6    | 769     | Buschkrieg                                     | Frau macht Intimwaxing falsch und geht nicht zum Arzt                        |
| 3      | 27      | 7    | 419     | Astrein plattgemacht                           | GhostRider / Car-Surfer wird von seinem Auto überrollt                       |
| 3      | 28      | 1    | 745     | Halbehalbe gemacht                             | Taxi wird von einem Kabel halbiert                                           |
| 3      | 28      | 2    | 459     | Luftgetrocknet                                 | Stalkerin bleibt beim Einbruch im Kamin stecken                              |
| 3      | 28      | 3    | 619     | Böser Schnitzer                                | TV-Junkie bekommt in einer Bar Bier-Glas-Splitter ab                         |
| 3      | 28      | 4    | 271     | Unter Druck                                    | Diebin wird unter einem Garagentor eingeklemmt                               |
| 3      | 28      | 5    | 324     | Der Fledermausbiss                             | Grabräuber wird von Fledermäusen gebissen und infiziert mit SARS             |
| 3      | 28      | 6    | 257     | Knallhartes Vorspiel                           | Bodyguard schubst Typ auf seine Nutte auf Waschbecken                        |
| 3      | 28      | 7    | 370     | Tod aus dem Nichts                             | Taliban-Kämpfer werden von US-Drohne angeschossen                            |
| 3      | 29      | 1    | 496     | Stimmungstöter                                 | Allein-Unterhalter verschluckt sein Mikrofon                                 |
| 3      | 29      | 2    | 874     | Die eiserne Jungfrau                           | Folterung / Mord durch Eiserne Jungfrau                                      |
| 3      | 29      | 3    | 258     | Chef vom Grill                                 | Nachhilfs-Koch wird auf einer Grillplatte eingeklemmt                        |
| 3      | 29      | 4    | 950     | Magendrücken                                   | Räuber bekommt Gasmesser ab und zündet es selbst                             |
| 3      | 29      | 5    | 24      | Trocken ertrinken                              | Bodybuilderin bekommt Wasser in die Lunge und stirbt später                  |
| 3      | 29      | 6    | 445     | Abgedreht!                                     | Schauspieler fällt in seine Machete                                          |
| 3      | 30      | 1    | 642     | Deppenrodeo                                    | Diktator fällt vom Bullen auf Miniaturstadt Washington                       |
| 3      | 30      | 2    | 241     | Total geschlaucht                              | Wachmann bekommt Wasserrohr-Kupplung an den Kopf                             |
| 3      | 30      | 3    | 820     | Abgestrampelt                                  | Radfahrer erstickt in selbst gebauter Unterdruckkammer                       |
| 3      | 30      | 4    | 307     | Klettermoppel                                  | Assistent lässt Kletterer auf sich fallen                                    |
| 3      | 30      | 5    | 917     | Ein echter Knaller                             | Typ verschluckt Kracher und Hals explodiert                                  |
| 3      | 30      | 6    | 508     | (Und:) Weggetreten!                            | Fußfetischist bekommt einen Tritt und verschluckt Lutscher                   |
| 3      | 30      | 7    | 260     | Elektro-Clown                                  | Clown bekommt Wasser ab und anschließend einen Stromschlag                   |
| 3      | 31      | 1    | 591     | Blinde Leidenschaft                            | Camper erblindet im Zelt und wird vom Bären gefressen                        |
| 3      | 31      | 2    | 826     | Schleudersitz                                  | Alter Mann hüpft zu arg auf Bürostuhl, dass die Gaskartusche losgeht         |
| 3      | 31      | 3    | 468     | Die Braut schnupft weiß                        | Braut stirbt an Kokain-Ersatz beim Ja-Wort                                   |
| 3      | 31      | 4    | 334     | Post Mortem                                    | Paketdieb erwischt Päckchen mit Milzbrand                                    |
| 3      | 31      | 5    | 992     | Schlafen kann ich, wenn ich tot bin            | Krankheit sorgt dafür, dass man nicht mehr schlafen kann                     |
| 3      | 31      | 6    | 325     | Weggespült                                     | Musiker wird vom Abfall-Zerkleinerer in verstopfte Spüle gezogen             |
| 3      | 31      | 7    | 460     | Sprengmeisters Ende                            | Arbeiter lässt sich von Dart-Pfeilen aufspießen und fällt auf Dynamit        |
| 3      | 32      | 1    | 190     | Schicht im Schacht                             | Betrüger täuscht Arbeitsunfall vor und fällt Aufzugsschacht hinunter         |
| 3      | 32      | 2    | 293     | Frostiger Abgang                               | Leichenkonservierer atmet reinen Stickstoff ein                              |
| 3      | 32      | 3    | 242     | Abgeschmiert                                   | Öl-Wrestlerin wird von Ringglocke aufgespießt                                |
| 3      | 32      | 4    | 163     | Fatale Fahrschule                              | Fahrlehrer löst Airbag aus und bekommt das Genick gebrochen                  |
| 3      | 32      | 5    | 881     | Süßer Tod                                      | Bäcker rutscht aus und rammt sich Garnierspritze ins Herz                    |
| 3      | 32      | 6    | 240     | Abgebaut                                       | Kohlearbeiter legt Methan frei und zündet es mit Spitzhacke                  |
| 3      | 32      | 7    | 785     | Chemie für Sie                                 | Frau kippt sich Giftmüll bei der Entsorgung über das Gesicht                 |
| 3      | 33      | 1    | 819     | Wahlschlappe                                   | Wahlkampfmanagerin muss von Blitzlicht niesen                                |
| 3      | 33      | 2    | 273     | Keine Zugabe!!                                 | Alter Mann schießt auf seine Sauerstoffflasche                               |
| 3      | 33      | 3    | 295     | Kühlerfigur                                    | Aggressive Autofahrerin stürzt auf Kühlerfigur eines Autos                   |
| 3      | 33      | 4    | 109     | Schockschwerenot                               | Elektroschock-Therapierter versucht zu flüchten und bekommt Herzinfarkt      |
| 3      | 33      | 5    | 244     | Motorradkettenmassaker                         | Motocross-Fahrerin wird von sabotierter Kette aufgeschlitzt                  |
| 3      | 33      | 6    | 700     | Hurrikan Joe                                   | Nachrichtensprecher wird im Hurrikan vom Briefkasten erschlagen              |
| 3      | 33      | 7    | 548     | Selig sind die Ungläubigen                     | Frau atmet Rauch ein und spült mit kochendem Wasser nach                     |
| 3      | 34      | 1    | 215     | Todeskuss                                      | Kuss-Verkäuferin reagiert allergisch auf Sonnenblumenkern-Kuss               |
| 3      | 34      | 2    | 462     | Retourkutsche                                  | Betrügerischer Abschlepper bekommt seinen Haken ab                           |
| 3      | 34      | 3    | 296     | Spitzensprung                                  | Kellnerin fällt beim Streit auf Bon-Spieß                                    |
| 3      | 34      | 4    | 554     | Abgespeist                                     | Restaurant-Tester verschluckt sich an einem Martini-Spieß                    |
| 3      | 34      | 5    | 280     | Die Truthahnkanone                             | Typ schmeißt auf einer Redneck-Party gefrorenen Truthahn in siedendes Fett   |
| 3      | 34      | 6    | 366     | Todesmassage                                   | Platin-Halskette verfängt sich im Massagegerät und stranguliert Frau         |
| 3      | 34      | 7    | 94      | Totentanz                                      | Break-Dancerin bekommt plötzlichen Herztod bei 4000 W-Anlage                 |
| 3      | 35      | 1    | 644     | Der Tresor des Todes                           | Bankräuber-Komplizin wird von CO2-Anlage im Tresor getötet                   |
| 3      | 35      | 2    | 106     | Super-Lachnummer                               | Typ im Superheldenkostüm fällt vom Dach                                      |
| 3      | 35      | 3    | 520     | Mit den Waffen einer Frau                      | Frau schießt Ast ab, der Fotograf trifft                                     |
| 3      | 35      | 4    | 726     | Backe, backe Kuchen                            | Bäcker-Meister wird von Knethaken in die Maschine gezerrt                    |
| 3      | 35      | 5    | 593     | Glück und Glas - wie leicht bricht das!        | Kunstdiebin fallt in die Gläser einer Champagner-Pyramide                    |
| 3      | 35      | 6    | 105     | Zugedröhnt und abgetreten                      | Rettungssanitäter setzt sich unter Lachgas und defibrilliert sich            |
| 3      | 35      | 7    | 443     | Killer-Knutschfleck                            | Staubsauger erzeugt Blutgerinnsel am Hals und Schlaganfall                   |
| 3      | 36      | 1    | 453     | Nur Katzen haben sieben Leben!                 | Katzenliebhaberin trinkt Katzenmilch und vergiftet sich so                   |
| 3      | 36      | 2    | 182     | Brachialer Einbrecher Das Lazarus-Phänomen     | Einbrecher erschrickt von wiederbelebtem Opfer und stürzt von Balkon         |
| 3      | 36      | 3    | 446     | Finger-Sushi                                   | Falsch ausgeführter Heimlich-Griff tötet Yakuza-Boss                         |
| 3      | 36      | 4    | 152     | Magermodel                                     | Latex-Super-Model mit Kokain stürzt auf Stativ                               |
| 3      | 36      | 5    | 330     | Endstation Kasse                               | Schal einer Kundin kommt ins Laufband und wird stranguliert                  |
| 3      | 36      | 6    | 529     | Voll Verwässert                                | Frau trinkt zu viel Wasser und bekommt Hirnschwellung                        |
| 3      | 36      | 7    | 232     | Ausgerollt                                     | Teenager klettert in Reifen, der zwei Zimmermannsnägel überrollt             |
| 3      | 37      | 1    | 711     | Wahre Schönheit kommt von innen!               | Chirurg vergisst Zange im Magen einer Frau                                   |
| 3      | 37      | 2    | 191     | Fit for Friedhof                               | Fitnesstrainerin bekommt 70 kg Hantelstange ins Genick                       |
| 3      | 37      | 3    | 258     | Das war spitze!                                | Sektenmitglied tritt in eigene Trittfalle                                    |
| 3      | 37      | 4    | 689     | Wein, Weib - und weg.                          | Liebespaar klettert in Weintank und erstickt an CO2                          |
| 3      | 37      | 5    | 420     | Für immer ohne Empfang                         | Mann fällt mit Schraubendreher im Mund von der Treppe                        |
| 3      | 37      | 6    | 944     | Falsch geschaltet                              | Schnecke verursacht feindliches Grün an Ampel für Schwarzmarkthändler        |
| 3      | 37      | 7    | 346     | Komplett abgelöscht                            | Dodgeball-Spieler stirbt an nicht gewartetem Feuerlöscher                    |
| 3      | 38      | 1    | 272     | Türstehers Finale                              | Türsteher bekommt Dachstütze in den Schädel gerammt                          |
| 3      | 38      | 2    | 965     | Der Weg des Samurai                            | Seppuku / Harakiri erfolgreich ausgeführt                                    |
| 3      | 38      | 3    | 899     | Hitzkopf                                       | Koch stürzt mit Kopf in heiße Fritteuse                                      |
| 3      | 38      | 4    | 177     | Schmutzfink                                    | Fabrikbesitzer verätzt sich an Natrondämpfen von defektem Ventil             |
| 3      | 38      | 5    | 614     | Erst waschen, dann tragen                      | Schmuggler zieht LSD-getränktes T-Shirt an und stirbt an Überdosis           |
| 3      | 38      | 6    | 211     | Ausgegurkt                                     | Pantomime erstickt an Gurke und niemand nimmt es ernst                       |
| 3      | 38      | 7    | 556     | Die-Break                                      | Tennisspielerin bekommt erst Ball, dann Netzspanner ab                       |
| 3      | 39      | 1    | 612     | Es grünt so grün...                            | Frau stirbt am St. Patrick's Day an in Schweinfurter Grün getränktes Kleid   |
| 3      | 39      | 2    | 374     | Einzeltäters Ende                              | Kurzgeschlossene Autobatterien erzeugen Knallgas-Explosion                   |
| 3      | 39      | 3    | 228     | Versprungen                                    | Hochspringerin landet falsch und wird von Springer angerempelt               |
| 3      | 39      | 4    | 107     | Vorzeitig dienstunfähig                        | Polizist schnüffelt Verdünner und erschießt sich selbst                      |
| 3      | 39      | 5    | 914     | Schlapp gemacht                                | Rollstuhlfahrer lässt sich von Maden fressen                                 |
| 3      | 39      | 6    | 246     | Chemische Ferien - für immer                   | Süchtiger mit PCP-Zigaretten fällt in Bierfass-Turm                          |
| 3      | 39      | 7    | 631     | Gebranntes Kind                                | Bastler baut Solarofen und landet ohnmächtig im Brennpunkt                   |
| 3      | 40      | 1    | 911     | Der Ärger danach                               | Künstler vergeht sich an Statue, die dann auf ihn fällt                      |
| 3      | 40      | 2    | 143     | Abgetaucht                                     | Schwimmlehrer dreht die Wasser-Heizung auf und kann nicht mehr schwitzen     |
| 3      | 40      | 3    | 181     | Ganz lebenslänglich                            | Häftling wird bei Revolte von Tränengaspatrone getroffen                     |
| 3      | 40      | 4    | 225     | Licht aus!                                     | Weihnachtsfanatiker fällt vom Dach und bleibt kopfüber hängen                |
| 3      | 40      | 5    | 571     | Nicht auf den Schnabel gefallen                | Housesitterin fällt vom Dach auf einen Glastisch                             |
| 3      | 40      | 6    | 393     | Abgang im Tiefschlaf                           | Schlafwandlerin fällt vom Boot ins Wasser und ertrinkt                       |
| 3      | 40      | 7    | 1000    | Es geht auch friedlich!                        | Einige Fälle in der Notaufnahme und ein natürlicher Tod                      |
| 3      | 41      | 1    | 350     | Klappe zu, Räuber tot                          | Geldtransport-Räuber wird von 350-Pfund-Tür eingeklemmt                      |
| 3      | 41      | 2    | 915     | Buschfeuer                                     | Sprinkleranlage tötet Frau mit Wasser-Allergie im Massage-Salon              |
| 3      | 41      | 3    | 294     | Baseball für Doofe                             | Baseballschläger zerbricht an verstärktem Briefkasten und tötet Vandale      |
| 3      | 41      | 4    | 634     | Erst kaufen, dann ersaufen                     | Betrügerin stürzt in abgedeckten Pool und ertrinkt                           |
| 3      | 41      | 5    | 290     | Bier und Schnee                                | Betrunkener Heimwerker wird von laufender Schneefräse aufgeschlitzt          |
| 3      | 41      | 6    | 630     | Armer Hund                                     | Eifersüchtiger Ex-Freund wird von Stroh-Anhänger überrollt                   |
| 3      | 41      | 7    | 730     | Ein Furz für die Ewigkeit                      | Frau sprüht sich für einen Furzwettbewerb Treibgas in den Po                 |
| 4      | 1       | 1    | 180     | Kolorektalschaden                              | Ein Frettchen klettert beim Frettchen-Hoseln in den Po                       |
| 4      | 1       | 2    | 141     | Ausgeschaukelt                                 | Dicker Mann klemmt sich in Kinderschaukel                                    |
| 4      | 1       | 3    | 128     | Knockout, selbstgemacht                        | Boxerin dehydriert sich für Gewichtsklasse                                   |
| 4      | 1       | 4    | 216     | Kiffer am Spieß                                | Süchtige beschleunigen Kinderkarussell mit Motorrad                          |
| 4      | 1       | 5    | 613     | Echt ätzend!                                   | Grabräuber landet in Flusssäure                                              |
| 4      | 1       | 6    | 99      | Tunnelblick                                    | Cheese-Steak-Verkäufer verbrennt sich und rennt gegen Gemälde                |
| 4      | 1       | 7    | 985     | Kettenreaktion                                 | Tätowierer isst Kette und wird vom Stapler aufgehängt                        |
| 4      | 2       | 1    | 407     | Rapper's Delight                               | Falsches Gold im Mund vergiftet Vorarbeiter                                  |
| 4      | 2       | 2    | 279     | Eingelocht                                     | Minigolfer wird von eigenem Schläger erstochen                               |
| 4      | 2       | 3    | 144     | Den Bogen überspannt                           | Mann schießt Titanpfeil auf Stromleitung in der Wand                         |
| 4      | 2       | 4    | 183     | Ausgefurzt                                     | Pupsende Yoga-Lehrerin stürzt die Treppe runter in Wasser                    |
| 4      | 2       | 5    | 355     | Und . . . Schnitt!                             | Herunterfallende Bowlingkugel-Splitter töten Kameramann                      |
| 4      | 2       | 6    | 371     | Herzlich gehackt                               | Hacker manipuliert eigenen Herzschrittmacher                                 |
| 4      | 2       | 7    | 253     | Abblende                                       | Gefängnis-Direktor isst Drogen-Cupcake und stirbt an Rauchgranate            |
| 4      | 3       | 1    | 680     | Die Körperfresser kommen                       | Mann bleibt an riesigem Fliegenpapier kleben                                 |
| 4      | 3       | 2    | 397     | Magnetot                                       | Mann isst aus Versehen Magnetkugeln                                          |
| 4      | 3       | 3    | 595     | Glück und Glas                                 | Nackter Mann springt durch Kirchenglastür                                    |
| 4      | 3       | 4    | 372     | Gut abgehangen                                 | Dieb wird im Fleisch-Laster aufgespießt                                      |
| 4      | 3       | 5    | 252     | Chinakracher                                   | Chinese zündet aus Versehen Kracher in seinem Auto                           |
| 4      | 3       | 6    | 754     | Luft im Bauch                                  | Autodieb platzt durch Druckluft im Po                                        |
| 4      | 3       | 7    | 134     | Entgeistert                                    | Erschreckter Einbrecher wird vom Schraubenschlüssel getroffen und überfahren |
| 4      | 4       | 1    | 349     | Copy & Waste                                   | Frau kracht bei Weihnachtsfeier durch Kopierer                               |
| 4      | 4       | 2    | 184     | Der letzte Funken                              | Soldaten-Leichen-Plünderer stirbt an Sprengfalle                             |
| 4      | 4       | 3    | 248     | Spießrutenfahren                               | Mann wird beim Autounfall von Metallstab aufgespießt                         |
| 4      | 4       | 4    | 351     | Ausgemolken                                    | Schweine-Sperma-Dieb stolpert und wird von Sau gefressen                     |
| 4      | 4       | 5    | 336     | Abrakadaver                                    | Einbrecher verwechseln Kokain mit Zauberpulver Super-Absorber                |
| 4      | 4       | 6    | 897     | Abgeschirmt                                    | Talentshow-Kandidatin wird von eigenem Schirm erstochen                      |
| 4      | 4       | 7    | 250     | Ausgecheckt                                    | Betrüger stirbt von Stich eines Skorpions, der unter Schwarzlicht leuchtet   |
| 4      | 5       | 1    | 514     | Spitzen-Landung                                | Fitness-Trainer wird von Rasensprenger aufgespießt                           |
| 4      | 5       | 2    | 265     | Ausgezwitschert                                | Vogel-Schmuggler steckt sich mit Vogelgrippe im Flugzeug an                  |
| 4      | 5       | 3    | 360     | Verschnupft                                    | Drogen-Kuriere mit Kokain im Po schnupfen sich alles                         |
| 4      | 5       | 4    | 249     | Kill Bill & Billie                             | Ehemann wird von eigenem Killer erschossen                                   |
| 4      | 5       | 5    | 519     | Der Spion, der in die Hitze kam                | Daten-Dieb springt in Müllverbrennungsanlage                                 |
| 4      | 5       | 6    | 187     | Voll gehörnt                                   | Schwarzbrenner spießt sich an Geweih auf                                     |
| 4      | 5       | 7    | 411     | Immer Ärger mit Dolph                          | Zwergen-Regisseur wird von Modellflugzeug aufgeschlitzt                      |
| 4      | 6       | 1    | 425     | Spiel, Satz und Tod                            | Tennis-Spieler rammt sich Griff in den Po                                    |
| 4      | 6       | 2    | 596     | Zwangsvollstreckt                              | Starker Wind und Unterdruck lässt Gebäudefenster implodieren                 |
| 4      | 6       | 3    | 153     | Tod über Bande                                 | Scharfschütze tötet sich selbst durch Querschläger                           |
| 4      | 6       | 4    | 233     | Heute Chili - morgen tot                       | Wüsten-Tourist isst Chili und trinkt Schlangengift                           |
| 4      | 6       | 5    | 185     | Tödlich fit                                    | Bambus-Trainingsgeräte zersplittern unter Spannung                           |
| 4      | 6       | 6    | 477     | Tot wie Drahtseil                              | Drahtseil köpft Fahrer bei Gefängnis-Ausbruch                                |
| 4      | 6       | 7    | 80      | Höhlenfeuer                                    | Höhlenmensch macht Feuer in Höhle und erstickt an CO-Vergiftung              |
| 4      | 7       | 1    | 522     | Abgeschrieben                                  | Ehemann rollt mit Trage davon und spießt sich auf                            |
| 4      | 7       | 2    | 267     | Ausgekichert                                   | Senfgas und Saringas in Humus-Tonne tritt aus                                |
| 4      | 7       | 3    | 160     | Ausgereift                                     | Rollender Reifen rettet Polizist vor Tod                                     |
| 4      | 7       | 4    | 90      | An Hängen und Pis(s)ten                        | Liebhaber auf defekter Heizdecke lässt sich anpinkeln                        |
| 4      | 7       | 5    | 135     | Flieger-Planking                               | Blaues Eis schleudert Zwerg von Wippe                                        |
| 4      | 7       | 6    | 431     | Alkobad                                        | Mann mit Angst vor Keimen legt sich in Alkohol zur Reinigung                 |
| 4      | 7       | 7    | 263     | Knackig braun                                  | Bräunungsspray-Besessene zünden sich selbst beim Rauchen an                  |
| 4      | 8       | 1    | 509     | Flying Stones                                  | Mädchen wird durch Rollsplitt und Kies erschlagen                            |
| 4      | 8       | 2    | 661     | Alkopilze                                      | Pizza mit Falten-Tintlingen und Alkohol kombiniert                           |
| 4      | 8       | 3    | 161     | Keine Schnitte                                 | Mann lässt Motorsäge am Kabel kreisen                                        |
| 4      | 8       | 4    | 408     | Schussverkauf                                  | Ring-Pistole geht ins Auge                                                   |
| 4      | 8       | 5    | 830     | Frisch gepresst                                | Gewicht-Heber drückt eigenen Darm raus                                       |
| 4      | 8       | 6    | 399     | Schockschwerenuss!                             | Exhibitionist stirbt an Nuss-Allergie von Muttermilch                        |
| 4      | 8       | 7    | 656     | Rotz Fatal                                     | Neurotiker spült sich mit warmen kontaminiertem Wasser die Nase              |